# Malezja na Mistrzostwach Świata w Lekkoatletyce 2009
Malezja na Mistrzostwach Świata w Lekkoatletyce 2009 – reprezentacja Malezji podczas czempionatu w Berlinie liczyła 2 zawodników. Żaden nie awansował do finału.

## Występy reprezentantów Malezji

### Mężczyźni
| Konkurencja                | Zawodnik               | Eliminacje | Eliminacje | Półfinał | Półfinał | Finał         | Finał         |
| Konkurencja                | Zawodnik               | Wynik      | Poz.       | Wynik    | Poz.     | Wynik         | Poz.          |
| -------------------------- | ---------------------- | ---------- | ---------- | -------- | -------- | ------------- | ------------- |
| Bieg na 110 m przez płotki | Rayzam Shah Wan Sofian | 14,06      | 41.        |          |          | Nie awansował | Nie awansował |

| Konkurencja   | Zawodniczka    | Kwalifikacje | Kwalifikacje | Finał          | Finał          |
| Konkurencja   | Zawodniczka    | Wynik        | Poz.         | Wynik          | Poz.           |
| ------------- | -------------- | ------------ | ------------ | -------------- | -------------- |
| Skok o tyczce | Roslinda Samsu | 4,25         | 24.          | Nie awansowała | Nie awansowała |